# 樸茨茅斯大學
樸茨茅斯大學（英語：University of Portsmouth）是一所位於英国漢普郡朴茨茅斯市的大學。由Guildhall校區和Langstone校區組成。

## 歷史
1869年，“普茲茅斯及戈斯波特科學與藝術學校”成立。由於海運和貿易是該市的基礎，因而學校主要的功能是訓練那些在碼頭及皇家海軍船塢工作的工程師以及技工。但是由於二戰納粹德國的空襲，使得該市的海運業衰退以及人口下降，學校被迫改變了教學大綱和手段去吸引更多的學生。
這樣一直到了20世紀60年代，因爲得到了政府的資助，學校更名為普茲茅斯工藝學院。

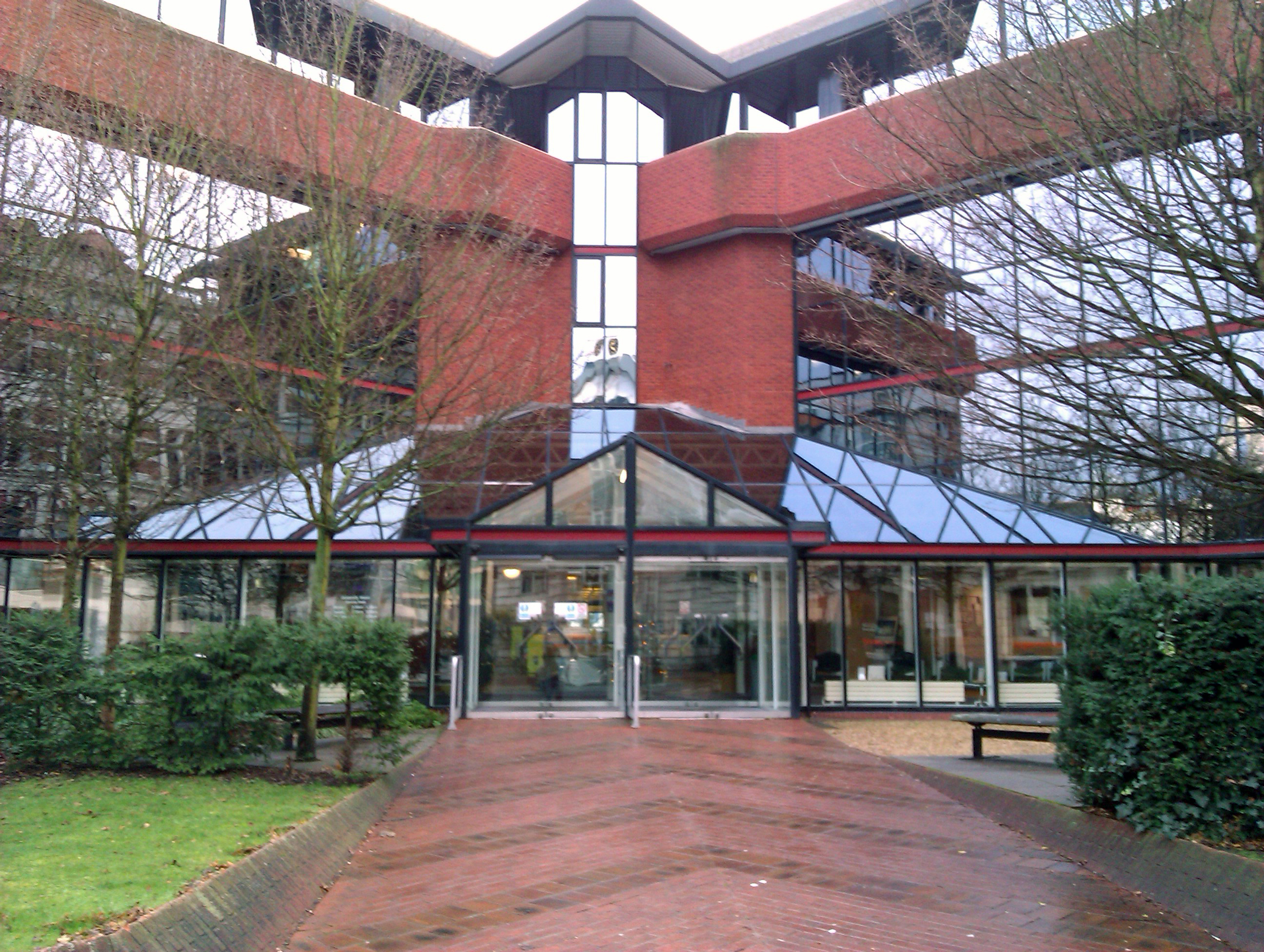
大学行政中心“University House”

## 學術
該大學提供兩百多種本科學位及150多種碩士學位，此外還有六十五種研究碩士學位。
該大學為私立高等教育機構盎格魯-歐洲脊骨神經醫學院（Anglo-European College of Chiropractic）頒發專業碩士學位。原先也為私立教育機傳統針灸和東方醫學學院（London College of Traditional Acupuncture and Oriental Medicine）頒發針灸榮譽理學士學位和中醫理科碩士學位。但該學院在2011年倒閉。2008年，科研評估將其八個部門評為“世界領先” 在“Allied Health Professions and Studies”、“Applied Mathematics”和“European Studies”的研究質量中排在全英前十。

## 外部連結
- University website （页面存档备份，存于）

50°47′43″N 1°05′37″W / 50.795307°N 1.093601°W